# Geomechanics and Tunnelling
Geomechanics and Tunnelling wird seit 2008 von der Österreichischen Gesellschaft für Geomechanik (ÖGG) herausgegeben und erscheint im Verlag Ernst & Sohn. In der zweimonatlich in Englisch und Deutsch erscheinenden Zeitschrift werden Aufsätze und Berichte aus dem Tunnelbau und dem Felsbau veröffentlicht. Besonderes Augenmerk wird auf die praktischen Aspekte der angewandten Ingenieurgeologie sowie der Fels- und Bodenmechanik gelegt. Den Vorsitz des international besetzten Beirats bekleiden Bernd Moritz (ÖBB Infrastruktur, Graz) und Robert Galler (Montanuniversität Leoben). "Geomechanics and Tunnelling" erscheint 2021 im 14. Jahrgang und ist in Scopus von Elsevier gelistet. 2020 erreichte der CiteScore 1,0.
Chefredakteur von Geomechanics and Tunnelling ist Helmut Richter.